# Diospyros transita
Diospyros transita là một loài thực vật có hoa trong họ Thị. Loài này được (Bakh.) Kosterm. mô tả khoa học đầu tiên năm 1977.